# Rederi AB Örnen

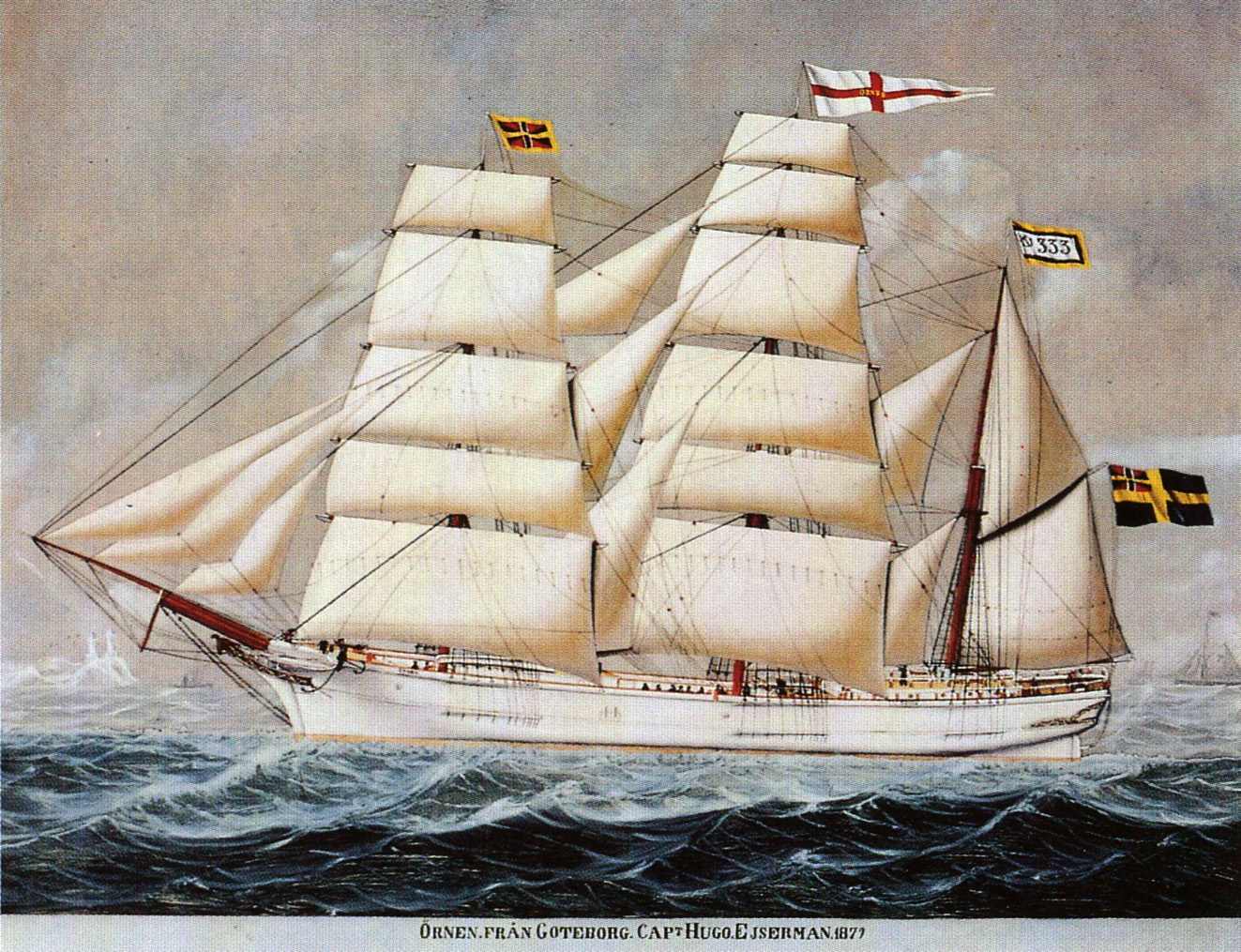
Barken Örnen II (1879), det största segelfartyg som byggts i Göteborg och som seglades av kapten Hugo Eiserman i 16 år. Fartyget byggdes 1877 och förliste 1893.

Rederi AB Örnen var Göteborgs sista stora rederi med enbart segelfartyg. Det bildades 1873 och upplöstes 1893.
En av grundarna var Johan Ferdinand Strömberg som även blev verkställande direktör. Ägare var emellertid köpmännen i Göteborg: Handelshuset Kjellberg med Carl Kjellberg och bankdirektören i Skandinaviska Kredit AB Theodor Mannheimer. 
I Hamburg köpte Strömberg våren 1873 fullriggaren Josiah L. Hale som döptes till Örnen. Hon var då Sveriges största fartyg. Vid årsskiftet hade rederiet redan en skeppslista bestående av nio skepp. År 1875 köpte Rederi AB Örnen Kustens varv i Majorna. Där byggde rederiet bland andra segelfartygen Tärnan, Lärkan och Storken. År 1877 byggdes där den tremastade barken Örnen II som med sina dryga 60 meter och 14 meters bredd var det största segelfartyg som byggts i Göteborg. Under flera år var Örnen Sverige största rederi och flottan utgjordes 1879 av 17 fartyg. 
Tiden för segelfartygen höll emellertid på att ebba ut. Ångbåtarna tog över och för segelfartygen återstod bulklaster med stenkol, guano och vete, vilka gav liten eller ingen vinst. Under 1885 lades sju av de större skeppen upp utanför Kustens Varv och styrelsen bemyndigas att sälja både fartyg. Så skedde och 1892 återstod åtta skepp, varav fem var upplagda, och 1893 såldes ytterligare fem skepp till John E. Olson. Fartyget Örnen II såldes också 1893 men förliste redan samma år.
Rederiet startades i högkonjunktur och de femton fartygen inköptes till höga priser. Då fraktpriserna föll blev det omöjligt att göra vinst och då rederiet upplöstes 1893 var fartygens bokföringsvärde i stort sett oförändrat. 

## Skeppsrulla
| Namn           | Byggd | Varv                 | I tjänst  | Typ          | Netto reg:ton | Notering                                            |
| -------------- | ----- | -------------------- | --------- | ------------ | ------------- | --------------------------------------------------- |
| Örnen [I]      | 1857  | Newburyport          | 1873-1876 | Fullriggare  | 1181          | F.d. Josiah L. Hale. Inköpt 1873. Förlist 1876      |
| Harald         | 1855  | Quebeck              | 1873-1891 | Fullriggare  | 549           | Inköpt 1873. Såld 1891                              |
| Alexander      | 1855  | Bath, ME             | 1873-1891 | Bark         | 717           | Inköpt 1873. Såld 1891                              |
| William & Anna | 1856  | Karlskrona           | 1873-1891 | Bark         | 535           | Inköpt 1873. Såld 1891                              |
| Svanen         | 1861  | Dortrecht            | 1873-1880 | Bark         | 622           | F.d. Dorothea Melchior. Inköpt 1873. Upphuggen 1890 |
| Eidern         | 1869  | River John           | 1873-1892 | Bark         | 614           | F.d. Kinrara. Inköpt 1873. Såld 1892                |
| Gladan         | 1851  | Maryport             | 1873-1893 | Bark         | 579           | F.d. Robert Ritson. Inköpt 1873. Såld 1893          |
| Skatan         | 1863  | Prince Edward Island | 1873-1885 | Bark         | 359           | F.d. Hero. Inköpt 1893. Såld 1888                   |
| Condoren       | 1864  | Brunswick            | 1873-1893 | Fullriggare  | 1174          | F.d. Mary Emma. Inköpt 1864. Såld 1893              |
| Gripen         | 1870  | Medford, USA         | 1874-1893 | Fullriggare  | 1171          | F.d. J.F. Foster. Inköpt 1874. Såld 1893            |
| Albatross      | 1874  | Genua                | 1874-1893 | Bark         | 934           | Såld 1893                                           |
| Gamen          | 1874  | Genua                | 1874-1893 | Bark         | 917           | Såld 1893                                           |
| Ugglan         | 1873  | Genua                | 1874-1893 | Fullriggare  | 894           | Inköpt 1874. Såld 1893                              |
| Sparven        | 1872  | Libau                | 1874-1882 | Skonert      | 158           | F.d. Melanie, Inköpt 1874. Upphuggen 1882           |
| Tärnan         | 1874  | Varvet Kusten        | 1874-1893 | Skonertskepp | 370           | Såld 1893                                           |
| Lärkan         | 1875  | Varvet Kusten        | 1875-1888 | Skonert      | 224           | Såld 1888                                           |
| Örnen [II]     | 1877  | Varvet Kusten        | 1877-1893 | Bark         | 1006          | Såld 1893                                           |
| Boomerang      | 1865  | Pictou, NS           | 1878-1888 | Bark         | 373           | Såld 1888                                           |
| Storken        | 1880  | Varvet Kusten        | 1880-1892 | Bark         | 517           | Såld 1892                                           |